# Suvorove, Armeansk
Suvorove (în ucraineană Суворове) este localitatea de reședință a comunei Suvorove din orașul regional Armeansk, Republica Autonomă Crimeea, Ucraina.

## Demografie
Componența lingvistică a localității Suvorove
     Rusă (61,24%)
     Ucraineană (17,18%)
     Tătară crimeeană (8,36%)
     Alte limbi (0,07%)
Conform recensământului din 2001, majoritatea populației localității Suvorove era vorbitoare de rusă (61,24%), existând în minoritate și vorbitori de ucraineană (17,18%) și tătară crimeeană (8,36%).